# Uziel
Según la Torá, Uziel (עֻזִּיאֵל, ʿUzzīʾēl; que significa El es mi fuerza o Dios es mi fuerza) era el padre de Misael, Elzafan y Zitri, y era hijo de Kohath y nieto de Levi, por lo que era hermano de Amram y tío de Aaron, Miriam y Moisés. Uziel es retratado en el texto como el fundador de la facción uzielita de los levitas; Sin embargo, a pesar de que supuestamente Uziel era hijo de Coat y padre de Elzafán, en algunas ocasiones el Libros de las Crónicas trata a los uzielitas como algo bastante distinto de los descendientes de Coat y de los de Elzafán.
La Biblia no da más detalles de la vida de Uziel, y según los críticos bíblicos, la genealogía de los descendientes de Leví es en realidad un mito, que refleja la percepción popular de las conexiones entre las diferentes facciones levitas; eruditos textuales atribuyen la genealogía al Libro de las Generaciones, un documento originario de un grupo religiopolítico similar y datan de la fuente sacerdotal. 